# Paracaroides louveli
Paracaroides louveli är en fjärilsart som beskrevs av Pierre E.L. Viette 1968. Paracaroides louveli ingår i släktet Paracaroides och familjen nattflyn. Inga underarter finns listade i Catalogue of Life.